# James L. Enyeart
James L. Enyeart (* 13. Januar 1943) ist ein amerikanischer Fotograf, Wissenschaftler und Museumsdirektor. Von 1989 bis 1995 diente Enyeart als Direktor des renommierten George Eastman House in Rochester, New York. Davor war er von 1977 bis 1989 Direktor des Zentrums für kreative Fotografie an der University of Arizona.
Enyeart erhielt einen John Simon Guggenheim Memorial Fellowship und mehrere weitere Auszeichnungen, darunter die Josef Sudek Medaille der Tschechischen Republik, den Achievement Award der Photographic Society of Japan und den Obelisk der Photokina, Köln. Enyeart ist auch Autor zahlreicher Bücher. Seine Fotografien sind in den Sammlungen des George Eastman House, des Smithsonian American Museum of Art, der Bibliothèque Nationale in Paris, des Center for Creative Photography, der Sheldon Memorial Gallery, des Kiasato Museum für Fotografie in Japan, des Irish Museum of Modern Art sowie weiteren Museen und privaten Sammlungen enthalten.